# Campus Érasme
 (juillet 2012).
Si vous disposez d'ouvrages ou d'articles de référence ou si vous connaissez des sites web de qualité traitant du thème abordé ici, merci de compléter l'article en donnant les références utiles à sa vérifiabilité et en les liant à la section « Notes et références ».
Le campus Érasme est une extension médicale de l'Université libre de Bruxelles qui y a installé, dans la commune bruxelloise d'Anderlecht, un important hôpital moderne en 1970. Le nom d'Érasme provient de l'humaniste installé dans la commune au XVIe siècle. 
Le campus est le principal site du Pôle Santé, constitué de la faculté de médecine (qui comporte les études de médecine, médecine vétérinaire, sciences biomédicales et sciences dentaires), la faculté des sciences de la motricité (kinésithérapie et sciences de la motricité), ainsi que l'École de santé publique et la Haute école Ilya Prigogine (soin infirmier, sage-femme, ergothérapie, podologie, hygiène bucco-dentaire et orthoptie).  
Le musée d'anatomie et d'embryologie humaines et le musée de la médecine y sont également situés. 